# Ботіза
Ботіза (рум. Botiza) — комуна у повіті Марамуреш в Румунії. До складу комуни входить єдине село Ботіза.
Комуна розташована на відстані 389 км на північ від Бухареста, 42 км на схід від Бая-Маре, 107 км на північний схід від Клуж-Напоки.

## Населення
За даними перепису населення 2002 року у комуні проживали 2964 особи.
Національний склад населення комуни:
| Національність | Кількість осіб | Відсоток |
| -------------- | -------------- | -------- |
| румуни         | 2960           | 99,9%    |
| угорці         | 3              | 0,1%     |

Рідною мовою назвали:
| Мова      | Кількість осіб | Відсоток |
| --------- | -------------- | -------- |
| румунська | 2963           | > 99,9%  |
| угорська  | 1              | < 0,1%   |

Склад населення комуни за віросповіданням:
| Релігія            | Кількість осіб | Відсоток |
| ------------------ | -------------- | -------- |
| православні        | 2867           | 96,7%    |
| греко-католики     | 91             | 3,1%     |
| бретрени           | 3              | 0,1%     |
| римо-католики      | 1              | < 0,1%   |
| не вказали релігію | 2              | 0,1%     |

## Зовнішні посилання
- Дані про комуну Ботіза на сайті Ghidul Primăriilor [Архівовано 17 березня 2013 у Wayback Machine.]